# Liste der Kulturgüter in Fischenthal
Die Liste der Kulturgüter in Fischenthal enthält alle Objekte in der Gemeinde Fischenthal im Kanton Zürich, die gemäss der Haager Konvention zum Schutz von Kulturgut bei bewaffneten Konflikten, dem Bundesgesetz vom 20. Juni 2014 über den Schutz der Kulturgüter bei bewaffneten Konflikten sowie der Verordnung vom 29. Oktober 2014 über den Schutz der Kulturgüter bei bewaffneten Konflikten unter Schutz stehen.
Objekte der Kategorie A sind im Gemeindegebiet nicht ausgewiesen, Objekte der Kategorie B sind vollständig in der Liste enthalten, Objekte der Kategorie C fehlen zurzeit (Stand: 1. Januar 2022). Unter übrige Baudenkmäler sind weitere geschützte Objekte zu finden, die im Verzeichnis der Objekte von überkommunaler Bedeutung der kantonalen Denkmalpflege zu finden und nicht bereits in der Liste der Kulturgüter enthalten sind.

## Kulturgüter
| Foto |                                                                                  | Objekt                                                        | Kat. | Typ | Standort                                           | Beschreibung |
| ---- | -------------------------------------------------------------------------------- | ------------------------------------------------------------- | ---- | --- | -------------------------------------------------- | ------------ |
| ja   | Datei hochladen · Wikidata zu Flarzhaus Ennerlänzen (17./18. Jh.) (Q29932609)    | Flarzhäuser Ennerlänzen KGS-Nr.: 7454                         | B    | G   | Steg, Ennerlenzen 1–4 712321 / 246220              |              |
| ja   | Datei hochladen · Wikidata zu Steg, Bauernhaus Roswiesli (18. Jh.) (Q29932615)   | Bauernhaus Roswiesli KGS-Nr.: 7455                            | B    | G   | Steg im Tösstal, Roswisli 1 713250 / 245461        |              |
| ja   | Datei hochladen · Wikidata zu Steg, Drechslerei (1860) im Kleintal (Q29932616)   | Drechslerei im Kleintal mit Wasserkraftanlage KGS-Nr.: 7456   | B    | G   | Steg im Tösstal, Chlital 3 714391 / 245339         |              |
| ja   | Datei hochladen · Wikidata zu Steg, Fabrikantenwohnhaus zum Waldheim (Q29932618) | Fabrikantenwohnhaus zum Waldheim mit Waschhaus KGS-Nr.: 12558 | B    | G   | Steg im Tösstal, Bahnhofstrasse 19 712942 / 245791 |              |
| ja   | Datei hochladen · Wikidata zu Reformierte Kirche Fischenthal (Q29932611)         | Reformierte Kirche KGS-Nr.: 12559                             | B    | G   | Kirchstrasse 2 711902 / 243341                     |              |

## Übrige Baudenkmäler
| ID                | Foto |                 | Objekt                                                      | Kat.    | Typ | Standort                                        | Beschreibung |
| ----------------- | ---- | --------------- | ----------------------------------------------------------- | ------- | --- | ----------------------------------------------- | ------------ |
| 11400008          |      | Datei hochladen | Wohnhaus                                                    | C       | G   | Steg, Storcheneggstrasse 1 714312 / 247414      |              |
| 11400019          |      | Datei hochladen | Wohnhaus mit Anbau, vorher Neues Schulhaus Hinterhörnli     | B reg.  | G   | Steg, Hinterhörnli 2 713827 / 246983            |              |
| 11400158          | ja   | Datei hochladen | Ehemalige Weberei Steg, Garnmagazin                         | B reg.  | G   | Steg, Bodenweg 20 712916 / 245316               |              |
| 11400169          |      | Datei hochladen | Hof Fürschwand, Scheune                                     | B reg.  | G   | Steg, Feuerschwand 3 bei 714801 / 244738        |              |
| 11400197          | ja   | Datei hochladen | Fabrikantenvilla Waldheim, Waschhaus                        | B reg.  | G   | Steg, Bahnhofstrasse 19.1 712957 / 245804       |              |
| 11400211          | ja   | Datei hochladen | Doktorhaus                                                  | B kant. | G   | Steg, Stegweidstrasse 5–7 713012 / 245504       |              |
| 11400215          | ja   | Datei hochladen | Pilgerherberge Zum Steg, Gast- und Wohnhaus                 | B reg.  | G   | Steg, Tösstalstrasse 70 713043 / 245509         |              |
| 11400275          |      | Datei hochladen | Bauernhaus mit Scheune                                      | B reg.  | G   | Steg, Hintergrund 1 713399 / 245342             |              |
| 11400300          | ja   | Datei hochladen | Bauernhaus, Hausteil 1                                      | B reg.  | G   | Steg, Rütiwis 3 715012 / 245131                 |              |
| 11400301          | ja   | Datei hochladen | Bauernhaus, Hausteil 2                                      | B reg.  | G   | Steg, Rütiwis 4 715012 / 245138                 |              |
| 11400317          | ja   | Datei hochladen | Arbeitersiedlung Weberei Steg, Reihenhaus 1                 | B reg.  | G   | Steg, Tösstalstrasse 78 713027 / 245414         |              |
| 11400318          | ja   | Datei hochladen | Arbeitersiedlung Weberei Steg, Reihenhaus 5                 | B reg.  | G   | Steg, Tösstalstrasse 86 713012 / 245397         |              |
| 11400345          | ja   | Datei hochladen | Ehemalige Weberei Steg, Hauptgebäude                        | B reg.  | G   | Steg, Tösstalstrasse 96 712953 / 245343         |              |
| 11400347          | ja   | Datei hochladen | Ehemalige Weberei Steg, Kohlenschuppen                      | B reg.  | G   | Steg, Tösstalstrasse 712922 / 245357            |              |
| 11400348          | ja   | Datei hochladen | Ehemalige Weberei Steg, Meisterhaus                         | B reg.  | G   | Steg, Bodenweg 23 712905 / 245337               |              |
| 11400351          | ja   | Datei hochladen | Ehemalige Weberei Steg, Trafostation D 280-Turm             | B reg.  | G   | Steg, Tösstalstrasse 712929 / 245363            |              |
| 11400353          | ja   | Datei hochladen | Arbeitersiedlung Weberei Steg, Doppelwohnhaus 2, Hausteil 1 | B reg.  | G   | Steg, Tösstalstrasse 90 712997 / 245410         |              |
| 11400354          | ja   | Datei hochladen | Arbeitersiedlung Weberei Steg, Doppelwohnhaus 2, Hausteil 2 | B reg.  | G   | Steg, Tösstalstrasse 92 712991 / 245405         |              |
| 11400369          |      | Datei hochladen | Bauernhaus mit Scheune                                      | B reg.  | G   | Steg im Tösstal, Brütten 1 714339 / 244784      |              |
| 11400376          |      | Datei hochladen | Hof Fürschwand, Bauernhaus                                  | B reg.  | G   | Steg im Tösstal, Feuerschwand 3 714808 / 244738 |              |
| 11400408          |      | Datei hochladen | Wohnhaus mit Stall                                          | C       | G   | Steg, Strick 1 713974 / 244326                  |              |
| 11400432          | ja   | Datei hochladen | Bauernhaus mit Schopf                                       | B reg.  | G   | Steg, Chleger 1 713842 / 243588                 |              |
| 11400448          | ja   | Datei hochladen | Bauernhaus mit Schopf                                       | B reg.  | G   | Steg, Breitenmatt 1 712977 / 244815             |              |
| 11400499          | ja   | Datei hochladen | Arbeitersiedlung Weberei Steg, Doppelwohnhaus 1, Hausteil 1 | B reg.  | G   | Steg, Tösstalstrasse 74 713035 / 245436         |              |
| 11400500          | ja   | Datei hochladen | Arbeitersiedlung Weberei Steg, Doppelwohnhaus 1, Hausteil 2 | B reg.  | G   | Steg, Tösstalstrasse 76 713030 / 245440         |              |
| 11400501          | ja   | Datei hochladen | Arbeitersiedlung Weberei Steg, Waschhaus                    | B reg.  | G   | Steg, Tösstalstrasse 78 bei 713007 / 245429     |              |
| 11400571          |      | Datei hochladen | Bahnhof Fischenthal, Aufnahmegebäude mit Güterschuppen      | B reg.  | G   | Stationsstrasse 4 712209 / 243565               |              |
| 11400596          |      | Datei hochladen | Reformiertes Pfarrhaus                                      | B reg.  | G   | Kirchstrasse 1 711935 / 243318                  |              |
| 11400597          |      | Datei hochladen | Versammlungsgebäude                                         | B reg.  | G   | Kirchstrasse 711923 / 243325                    |              |
| 11400599          |      | Datei hochladen | Ehemaliges Sigristenhaus, Hausteil 1                        | B reg.  | G   | Kirchstrasse 4 711881 / 243308                  |              |
| 11400601          |      | Datei hochladen | Stallscheune                                                | B reg.  | G   | Kirchstrasse 711871 / 243268                    |              |
| 11400602          |      | Datei hochladen | Ehemalige Sennhütte / Brennhaus                             | B reg.  | G   | Kirchstrasse 8 711890 / 243255                  |              |
| 11400610          |      | Datei hochladen | Ehemaliges Sigristenhaus, Hausteil 2                        | B reg.  | G   | Kirchstrasse 6 711879 / 243303                  |              |
| 11400676          | ja   | Datei hochladen | Schulhaus Strahlegg                                         | B reg.  | G   | Steg, Vorderstrahlegg 1 714693 / 242894         |              |
| 11400678          | ja   | Datei hochladen | Bauernhaus mit Wirtschaft Alpenrösli                        | B reg.  | G   | Steg, Vorderstrahlegg 3 714744 / 242845         |              |
| 11400680          | ja   | Datei hochladen | Bauernhaus Peter mit Scheune                                | B reg.  | G   | Steg, Vorderstrahlegg 7 714888 / 242825         |              |
| 11400684          | ja   | Datei hochladen | Doppelbauernhaus mit Scheune                                | B reg.  | G   | Steg, Hinterstrahlegg 1 715115 / 242496         |              |
| 11400707          |      | Datei hochladen | Bauernhaus Grossegg, Ferienhaus                             | B reg.  | G   | Steg, Grossegg 2 715856 / 243710                |              |
| 11400751          |      | Datei hochladen | Bauernwohnhaus                                              | C       | G   | Oberaurüti 1 712940 / 242292                    |              |
| 11401237          | ja   | Datei hochladen | Arbeitersiedlung Weberei Steg, Reihenhaus 2                 | B reg.  | G   | Steg, Tösstalstrasse 80 713023 / 245410         |              |
| 11401238          | ja   | Datei hochladen | Arbeitersiedlung Weberei Steg, Reihenhaus 3                 | B reg.  | G   | Steg, Tösstalstrasse 82 713019 / 245406         |              |
| 11401239          | ja   | Datei hochladen | Arbeitersiedlung Weberei Steg, Reihenhaus 4                 | B reg.  | G   | Steg, Tösstalstrasse 84 713016 / 245402         |              |
| 11401240          | ja   | Datei hochladen | Arbeitersiedlung Weberei Steg, Reihenhaus 6                 | B reg.  | G   | Steg, Tösstalstrasse 88 713009 / 245392         |              |
| 114GRENZE00002    |      | Datei hochladen | Kantonsgrenzstein                                           | B reg.  | K   | 716901 / 242097                                 |              |
| 114WR-HINWIL00118 | ja   | Datei hochladen | Drechslerei im Kleintal, Wasserkraftanlage                  | B reg.  | G   | Steg, bei Chlital 3 714391 / 245339             |              |

Legende: Im Wesentlichen siehe Legende der Liste der Kulturgüter von nationaler und regionaler Bedeutung, mit folgenden Ausnahmen:
- Anstelle der KGS-Nummer wird als Objekt-Identifikator (ID) die Inventarnummer im Verzeichnis der Objekte von überkommunaler Bedeutung des kantonalen Denkmalschutzamtes verwendet.
- Bei den Kategorien wird wie folgt unterschieden: B kant. = Objekt von kantonaler Bedeutung (Kanton Zürich); B reg. = Objekt von regionaler Bedeutung (Kanton Zürich).